# Wolfgang Petry
Wolfgang Petry, född 1951 i Köln, egentligen Franz Hubert Wolfgang Remling, är en tysk schlagersångare och låtskrivare. Han tillhör Tysklands populäraste schlagersångare med sin största framgång i albumet Alles från 1996.
Petry upptäcktes i mitten av 1970-talet av producenterna Tony Hendrik och Karin Hartmann. 1976 spelade Petry in låten Sommer in der Stadt som kom på en tolfteplats på den tyska hitlistan och deltagande i ZDF-Hitparade. Hits som Ein ganz normaler Tag (1977), Gianna (1979), Ganz oder gar nicht (1980)  och Jessica (1981) följde.
Efter några års tystnad gjorde Petry comeback 1992 med låten Verlieben, verloren, vergessen, verzeih'n och 1996 följde hans mest framgångsrika album Alles. 2006 meddelade Petry att han avslutar sin artistkarriär.